# Im Gerichtssaal

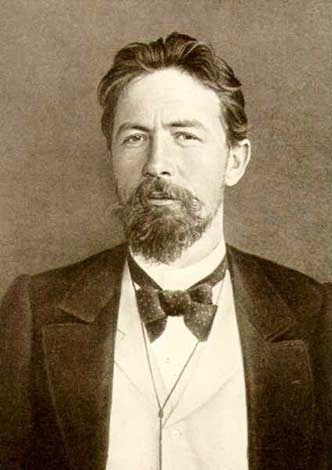
Anton Tschechow

Im Gerichtssaal, auch Das rote Haus, Vor Gericht und Im Gericht (russisch В суде, W sude), ist eine Erzählung des russischen Schriftstellers Anton Tschechow, die am 11. Oktober 1886 in der Sankt Petersburger Zeitung Nowoje wremja erschien.
Als Tolstoi 1903 das erzählerische Werk Anton Tschechows – bestehend aus knapp 500 Titeln – durchsah, hob er daraus fünfzehn Texte mit dem Prädikat „höchste Qualität“ hervor. Einer der herausragenden Titel war Im Gerichtssaal.
Wladimir Czumikows Übertragung ins Deutsche wurde am 3. April 1897 im Simplicissimus unter dem Titel Das rote Haus abgedruckt. Andere Übersetzungen: 1891 ins Tschechische (U soudu), 1892 ins Serbokroatische (У очи судске расправе), 1898 ins Ungarische (A vörös ház), 1899 ins Finnische (Oikeudessa) und 1903 ins Englische (In the court-room).

## Inhalt
Der Text ist auf die Pointe hin geschrieben: Der Angeklagte Charlamow bringt seinen im Gerichtssaal anwesenden Sohn Prochor ins Spiel.
Der etwa 55 Jahre alte, hochgewachsene, kräftige Bauer Nikolai Charlamow steht vor dem Kreisgericht. Er habe laut Anklage am 9. Juni die Ehefrau mit der Axt erschlagen. Der Angeklagte bekennt sich nicht schuldig. Der Vorsitzende muss das bezweifeln, denn Charlamov ist an jenem Tag weggelaufen und zwei Tage fortgeblieben. Charlamow gesteht, er habe Angst vor der Gerichtsverhandlung gehabt. Dann wird das Tatwerkzeug präsentiert. Das sei nicht seine Axt, behauptet der Angeklagte, denn seine habe der Sohn Prochor verloren. Dem Angeklagten wird wiederum nicht geglaubt. Das erbost ihn. Anton Tschechow erzählt: „›Prochor, wo ist die Axt?‹ fragte er [der Angeklagte] plötzlich in barschem Ton und wandte sich heftig zu dem Soldaten um.“ Der Vorsitzende lässt den Wachsoldaten, also Nikolai Charlamows Sohn Prochor, ablösen. Darauf wird der Prozess fortgesetzt.

## Form
Der Leser erfährt nichts über den Ausgang des Mordprozesses, denn letzterer und sein Verlauf sind sekundär. Der Gesellschaftskritiker Anton Tschechow prangert vielmehr die „bürokratische Gleichgültigkeit“ bei Gericht an. Der Vorsitzende und neben ihm, der beigeordnete Richter unterhalten sich knapp über eine Privatangelegenheit. Der stellvertretende Staatsanwalt hat sich gar den Cain von Lord Byron als Unterhaltungslektüre vorgenommen. Staatsanwalt, Geschworene mit „müdem Gesichtsausdruck“ und uniformierte Richter folgen der Verhandlung „gewohnheitsmäßig und gelangweilt“. Trotz der Monotonie jagt an diesem Tage ein Prozess den nächsten. Vor der Mordsache Charlamow hatten bereits „zwei Menschen... Zuchthaus bekommen, ein Privilegierter war zum Entzug der Standesrechte und zu Gefängnis verurteilt worden, einer war freigesprochen, ein Prozeß wurde vertagt...“ Dann, während Charlamows Fall an der Reihe ist, werden die Zeugen im Eiltempo vernommen. Die Beweisaufnahme wird abgeschlossen. Der Staatsanwalt – mit dem Cain beschäftigt – hat keine weiteren Fragen. Der Verteidiger bringt den bestellten Arzt durcheinander. „Der Vorsitzende richtete seine schläfrigen, teilnahmslosen Augen auf den Verteidiger“, schreibt Anton Tschechow. Als nun am Ende der Erzählung der Leser erfährt, dass der Wachsoldat der leibliche Sohn des Angeklagten ist, halten auch sämtliche gelangweilten Beteiligten im Gerichtssaal den Atem an, aber nur für kurze Zeit. Darauf fahren alle „mit ihrer vorherigen Beschäftigung fort, bemüht, sich den Anschein zu geben, als wäre nichts gewesen.“

## Verfilmung
- 1969, Sowjetunion, Mosfilm: Der Kronzeuge.[9] 70 min-Spielfilm von Aida Manassarowa[10]

## Deutschsprachige Ausgaben

### Verwendete Ausgabe
- Im Gerichtssaal, S. 220–228 in Gerhard Dick (Hrsg.) und Wolf Düwel (Hrsg.): Anton Tschechow: Das schwedische Zündholz. Kurzgeschichten und frühe Erzählungen. Deutsch von Wolf Düwel. 668 Seiten. Rütten & Loening, Berlin 1965 (1. Aufl.)